# Йордан Митров
Йордан К. Митров е български лекар от Македония.

## Биография
Роден е в Прилеп през 1869 или 1870 година. Завършва медицина в Киев през 1896 или 1898 година. Полага държавен изпит в София и колоквиум в Цариград (1898 г.) и е назначен за български лекар в Сяр в края на същата година.
След пристигането му в града гръцкото малцинство, което е добре организирано, предприема редица действия за проваляне на дейността му – освен че има гръцка болница, отварят и амбулатория, в която преглеждат и раздават лекарства на всички бедни, които са към Патриаршията, заради което бедните българи не смеят да минат към Българската екзархия. Д-р Митров представя ясен план, изпратен до Министерството на външните работи, за по-нататъшната си дейност, включващ създаване на амбулатория, аптека към нея и безплатни лекарства за бедните, както и откриване на болница с подкрепата на близо 300 села в Серския санджак (окръг). Енергичната му и родолюбива дейност има голям успех сред българското население и в града, и в окръга, а това принуждава гърците към известно отстъпление, за да запазят позициите си – отказват се от изискването си пациентите да се патриаршисти, а не екзархисти.
През март 1899 г. д-р Митров получава мозъчен кръвоизлив, влошава се и семейството веднага отива с него в Прилеп. През април се връща в Сяр, макар и не напълно възстановен. Българската църковна общност в Прилеп прави постъпки той да бъде преназначен там, подкрепени и от българския митрополит в Битоля Григорий Пелагонийски, но неуспешно. Няколко месеца по-късно получава втори апоплектичен удар, влошава се рязко и заминава на лечение във Виена (Австрия). Виенските лекари считат, че ще се възстанови напълно, и на 7 юни 1900 г. той иска още два месеца отпуска, за да се долекува; дадена му е, но след това е освободен от длъжност.
Напуска Сяр и отива в България. През 1904/1905 г. фигурира в списъка на лекарите в Княжеството като градски лекар в Панагюрище.